# Tiaprofene
Il tiaprofene o acido tiaprofenico è un farmaco anti-infiammatorio non steroideo (FANS) derivato dell'acido propionico.

## Farmacocinetica
Il farmaco è rapidamente metabolizzato dagli enzimi epatici in due principali metaboliti inattivi. Ciononostante, la maggior parte del farmaco viene escreto immodificato nelle urine. La rapidità e l'efficienza di tali sistemi di clearance comporta un'emivita plasmatica di circa 1-2 ore nel giovane e 2-4 ore nell'anziano. L'emivita viene drasticamente aumentata nei pazienti con insufficienza renale.

## Farmacodinamica
Come tutti i FANS, l'acido tiaprofenico esplica il suo effetto farmacologico attraverso l'inibizione della ciclossigenasi (COX). Come gli altri derivati dell'acido propionico (ibuprofene), l'inibizione delle COX operata dal tioprofene è reversibile. L'acido tiaprofenico possiede inoltre la precipua capacità di inibire il riassorbimento tubulare di acido urico ed esplica perciò un effetto uricosurico.

## Impiego clinico
Il tiaprofene provoca rapido sollievo in corso di cefalea e artralgie. Può essere altresì utilizzato nella sindrome dismenorroica e nei dolori di origine muscolare. In virtù dell'effetto uricosurico può trovare impiego razionale nella terapia del dolore della gotta e degli episodi gottosi.

## Effetti avversi
Gli effetti collaterali sono simili a quelli degli altri FANS e comprendono tossicità gastrointestinale, nefrotossicità e raramente alcune gravi forme di cistite.